# Anopheles vanderwulpi
Anopheles vanderwulpi is een muggensoort uit de familie van de steekmuggen (Culicidae). De wetenschappelijke naam van de soort is voor het eerst geldig gepubliceerd in 2013 door Townson & Harbach.